# Андрєєва Марія Федорівна

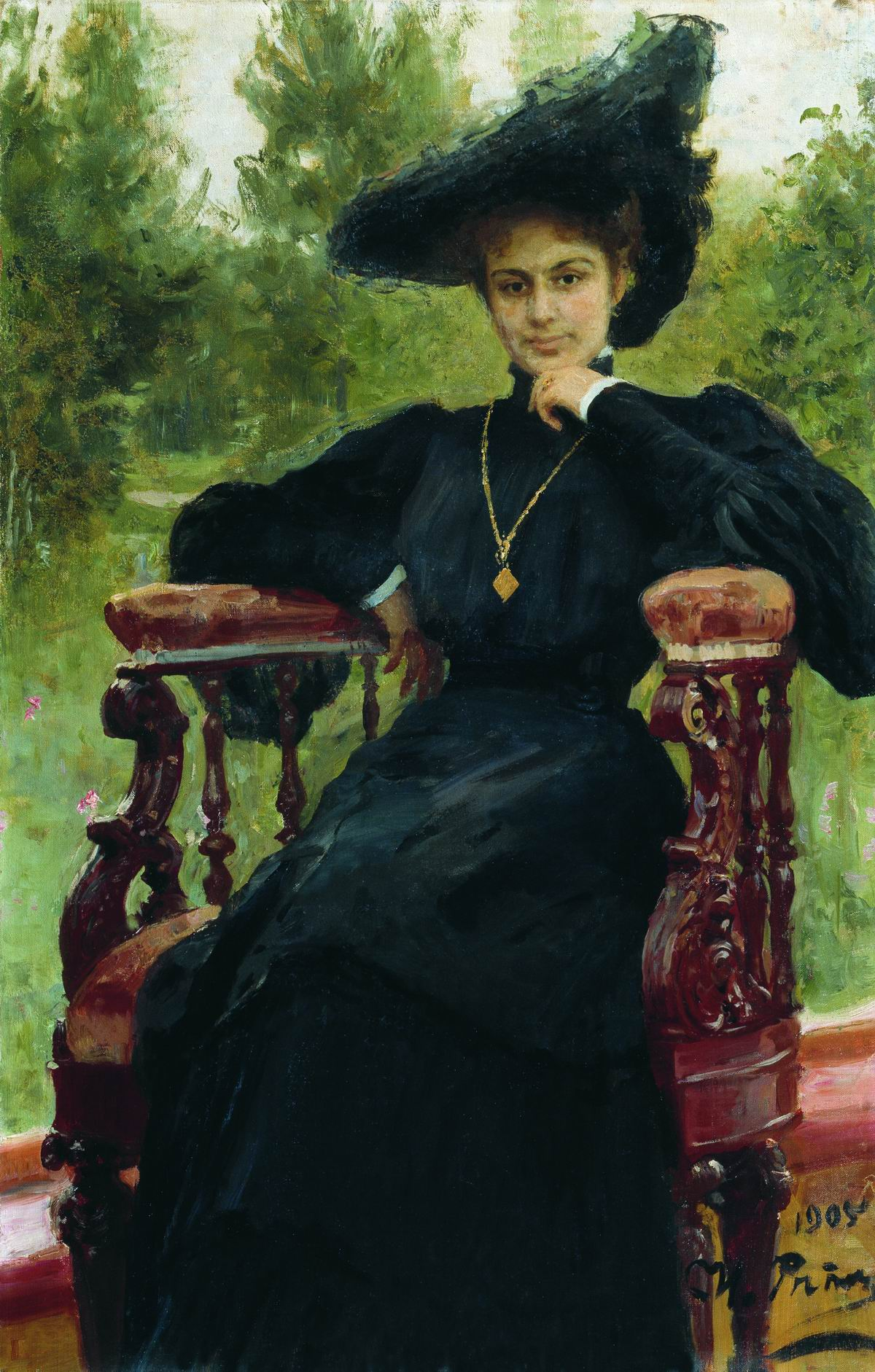
1905

Марі́я Фе́дорівна Желябужська (4 липня 1868 — 8 грудня 1953), відома як Андрє́єва — російська радянська акторка і громадська діячка. Член партії більшовиків з 1904.
«Цивільна дружина» і соратниця більшовицького письменника О. М. Горького.

## Біографія
Народилась в збіднілій дворянській сім'ї режисера імператорського Александринського театру Ф. А. Федорова-Юрковського. За спогадами сучасників Марія була сліпуче красивою. Вперше вийшла на сцену в 18-річному віці в театрі в Казані.
Через два роки стала дружиною дійсного статського радника А. А. Желябужського, котрий був старшим за неї на 18 років. Офіційно він обіймав посаду головного контролера Курської і Нижегородської залізниць, але крім цього був членом Товариства мистецтва і літератури, членом правління Російського театрального товариства.
В шлюбі народила двох дітей: син Юрій (нар. 1888) і дочка Катерина (1894).
Невдовзі після весілля чоловік був направлений на службу в Тифліс, де Марія вперше виступила на сцені місцевого театру. Після того, як через кілька місяців вона стала популярною особою міста, вона взяла псевдонім «Андрєєва».

## Партійна діяльність
В 1900 познайомилась з більшовицьким письменником і драматургом Максимом Горьким, а в 1903 стала його цивільною дружиною та найближчею помічницею і секретаркою. Разом з Горьким брала активну участь у підпільній змовницькій діяльності партії більшшовиків. У 1905 році видавала більшовицьку газету «Нове життя».
Андрєєва мала яскраву зовнішність, у неї часто закохувались багаті меценати та прихільники театру. М. Горький виконував роль звідника-сутенера і гроші, даровані прихильниками Андрєєвій, поповнювали також партійну касу. Через ці якості Андреєва отримала від Володимира Леніна підпільне більшовицьке призвисько «Товариш феномен» і часто використовувалась верхівкою партії більшовиків.
Ставши коханкою підприємця Сави Морозова, Анрєєва була важливим каналом надходження великих грошей від нього «для художнього театру», а насправді — для фінансування проведення з'їзду партії, створення та озброєння бойових дружин та видання підпільної більшовицької газет «Искра». Андреєва разом з Горьким і Леонідом Красіним була замішана у вбивстві Сави Морозова в 1905 р у Франції. Після скандалу, викликаного вбивством та початком розслідування, втекла за кордон з Горьким — спочатку в США, а потім в Італію, на острів Капрі. На її рахунку в банку опинилося чимало грошей, які заповів їй Сава Морозов.
Показовим для розслідування вбивства виявився такий факт, що Морозов невдовзі до смерті застрахував своє життя на сто тисяч рублів «на пред'явника» і віддав страховий поліс Андрєєвій. Та ж після його смерті, розплатившись з боргами, 60 тисяч з грошей, отриманих по страховці, передала більшовикам.
Повернувшись в 1913 році в Росію, Андрєєва стає фінансовою агенткою партії і вишукує всюди засоби для революційної діяльності. Ленін цінував Андрєєву — за ділову хватку, уміння все «вибити» і дістати. Одночасно вона грає в театрах — в Києві, а потім у театрі Незлобіна в Москві.
Учениця К. С. Станіславського, Андрєєва створила на сцені ряд значних образів у п'єсах рос. та зарубіжної класики. Після Жовтневого перевороту Андрєєва продовжувала активну громадську діяльність. За її безпосередньою участю створено 1919 в Петрограді Великий драматичний театр.